# Live at Dynamo Open Air 1998 (Deftones)
Live at Dynamo Open Air 1998 è il primo album dal vivo del gruppo musicale statunitense Deftones, pubblicato il 24 maggio 2019 dalla Dynamo Concerts.

## Descrizione
Pubblicato come parte della serie Dynamo Concerts, il disco contiene l'intera esibizione del gruppo al Dynamo Open Air nel 1998. Durante i brani Headup e Engine No. 9 è apparso anche Max Cavalera, frontman dei Soulfly.

## Tracce
1. Lotion – 5:02
2. My Own Summer (Shove It) – 3:50
3. Root – 3:45
4. Teething/Life's a Bitch – 4:29
5. Around the Fur – 4:33
6. MX – 4:58
7. 7 Words – 4:04
8. Bored – 4:30
9. Mascara – 4:28
10. Be Quiet and Drive (Far Away) – 5:11
11. Headup – 5:11
12. Engine No. 9 – 4:18

## Formazione
Gruppo
- Chino Moreno – voce
- Stephen Carpenter – chitarra
- Chi Cheng – basso
- Abe Cunningham – batteria

Altri musicisti
- Max Cavalera – voce aggiuntiva (tracce 11 e 12)